# Le italiane e l'amore
Le italiane e l'amore és una pel·lícula d'antologia franco-italiana sobre el tema de la condició femenina estrenada el 1961. Està formafs per onze segments (el dotzè fou tallat durant el muntatge) d'onze directors italians diferents: Gian Vittorio Baldi, Marco Ferreri, Giulio Macchi, Francesco Maselli, Lorenza Mazzetti, Gianfranco Mingozzi, Carlo Musso, Piero Nelli, Giulio Questi, Nelo Risi i Florestano Vancini.
Els arguments dels diferents episodis estan inspirats en testimonis recollits a través de cartes de lectors de diaris italians i recopilats per la periodista Gabriella Parca a la seva obra Le italiane si confessano publicat el 1959 a Itàlia i el 1966 a França per Gonthier a partir d'una traducció d'Henriette Valot. L'elecció dels testimonis adaptats a la pel·lícula va ser feta per Cesare Zavattini.

## Episodis (per ordre)
- Ragazze madri de Nelo Risi
- I bambini (o: L'educazione sessuale dei figli) de Lorenza Mazzetti
- Lo sfregio (o: La sfregiata) de Piero Nelli
- Le adolescenti (o: Le adolescenti e l'amore) de Francesco Maselli
- Viaggio di nozze (o: La prima notte) de Giulio Questi
- Le tarantate (o: La vedova bianca; La tarantolata) de Gianfranco Mingozzi
- Gli adulteri (o: L'infedeltà coniugale) de Marco Ferreri
- La separazione legale de Florestano Vancini
- Un matrimonio (o: Il matrimonio assurdo) de Carlo Musso
- Il successo (o: La frenesia del successo) de Giulio Macchi
- La prova d'amore de Gian Vittorio Baldi
- Il prezzo dell'amore de Piero Nelli (tallat al muntatge)

## Repartiment
Segment Ragazze madri :
- Lucia Gabrioli : La filla-mare
- Gaddo Treves : La psicòloga

Segment I bambini :
- Anna Brignole :

Segment Lo sfregio :
- Maria Di Giuseppe : Maria
- Michele Stasino : Michele

Segment Le adolescenti :
- Efi Kamper : Silvia
- Inger Milton : La mare de Silvia
- Consalvo Dell'Arti :El pare de Silvia
- Andrea Giordana : Mario

Segment Viaggio di nozze :
- Antonietta Caiazzo : La dona
- Mario Colli : Ninì, el marit

Segment Le tarantate :
- Assuntina del Salento : La tatuada

Segment Gli adulteri :
- Renza Volpi : La dona
- Silvio Lillo : El marit
- Riccardo Fellini : Riccardo Rossini, l'amant de la dona
- Rosalba Neri : La secretària

Segment La separazione legale :
- Graziella Galvani : Luciana De Marchi
- Giuseppe Fina : Giorgio Carucci
- Pino Ferrara : Andrea, l'advocat
- Leonardo Severini : El jutge

Segment Un matrimonio :
- José Greci : La dona
- Roberto Miali : El marit

Segment Il successo :
- Tania Raggi : ella mateixa
- Fernanda Ricciardi : ella mateixa
- Laura Forest : Una aspirant actriu
- Elisabetta Velinski : Una aspirant actriu
- Adriana Giuffrè :

Segment La prova d'amore :
- Mariella Zanetti : La noia
- Michele Francis : Nicola, el noi
- Iva Zanicchi : L'artista de maraques

Segment (tallat al muntatge) Il prezzo dell'amore :
- Ida Galli (sota el nom d' « Evelyn Stewart »)
- Willi Colombini